# Mihai Albu (designer)
Mihai Albu (n. 9 august 1962, București, România) este un creator de modă și arhitect din România, cunoscut ca „Arhitectul Pantofilor”, supranumit astfel de presa românească. 
Și-a început cariera profesională încă din timpul studiilor universității de arhitectură, înainte de Revoluție. A apărut în diverse reviste de specialitate, printre care se numără și Vogue Italia, și în enciclopedii de modă precum Shoegasm. Mihai Albu a fost căsătorit cu Iulia Vochița între anii 2004-2013.

## Biografie
Mihai Albu s-a născut în București într-o familie de intelectuali și a fost influențat de părinții săi să își urmeze pasiunea pentru design de obiect și arhitectură. Deși la 16 ani a rămas orfan de tată, experiență tragică ce l-a marcat foarte mult, a trebuit să preia responsabilitățile financiare ale familei. Așa a început să conceapă obiecte create manual, în special artă decorativă.
A urmat studiile de specialitate din cadrul Institutului de Arhitectură „Ion Mincu-București”, absolvind în 1990. În timpul studiilor a lucrat pentru „Fondul Plastic”, organizația uniunii artiștiilor din România. Având în spate expoziții personale și experiență în designul de produs, Mihai Albu a decis să își înființeze prima sa firmă în 1990, AMI, ceea ce l-a propulsat în industria modei.

## Carieră
Mihai Albu a devenit cunoscut pe piața pantofilor de lux din România începând cu anul 1995, urmând apoi să se facă remarcat și prin expoziții în Londra, Viena, Dubai și Paris. Astfel, a atras atenția unor publicații de modă importante, printre care se numără Vogue Italia și Shoegam, unde a apărut alături de creatori de modă consacrați precum Manolo Blahnik, Christian Louboutin sau Alexander McQueen.
După mai bine de două decenii de succes pe plan local, Mihai Albu a început să vândă și pe piețe externe din Hong Kong, Japonia, SUA, Spania, Marea Britanie și Dubai, deși nu are magazine fizice în afara țării.  

## Pantofi
Colecțiile și creațiile lui Mihai Albu se deosebesc prin forme geometrice extravagante, elemente organice și tocuri înalte de 18 cm și 20 cm. Sunt inspirate din stiluri și mișcări arhitecturale, precum Art Nouveau, Deconstructivism, Rococo sau Baroc. Arhitecți și sculptori celebri precum Antoni Gaudi sau Constantin Brancuși și-au pus amprenta asupra multor creații Mihai Albu, acesta dedicându-le colecții întregi. 
Creatorul schițează și concepe designul pantofilor de lux pentru femei, care apoi sunt croiți manual în atelierul personal din București. Realizarea pantofilor se face într-un volum restrâns, doar pe comandă. Deși brandul merge pe stilul couture, o mare parte din vânzări sunt realizate online.  

## Premii obținute
Mihai Albu a obținut numeroase premii, printre care se numără:
- 2008: Premiile Confindențial – Premiul pentru modă
- 2009: Romanian Fashion Awards – Cel mai bun designer de accesorii

- 2010: World Record Academy – Cei mai înalți pantofi din lume

- 2010: Romanian Fashion Awards – Premiul de Excelență

- 2011: Romanian Fashion Awards – Premiul de Excelență

- 2012: Romanian Fashion Awards – Cel mai important designer român în creația de accesorii pe plan internațional
- 2013: Romanian Fashion Awards – Cel mai bun designer de accesorii

## Viață personală
Mihai Albu fost căsătorit cu Iulia Albu, iar din căsnicia lor a rezultat un copil, Ioana Mikaela. Au divorțat în 2013, după care au urmat numeroase controverse referitoare la custodia fiicei lor. În prezent, designerul locuiește în București și își continuă eforturile profesionale ca director de creație pentru brandul său eponim. 